# Anja Dalgaard-Nielsen
Anja Dalgaard-Nielsen (født 24. december 1972 i Hjørring) er en dansk terrorforsker og professor. Hun er tidligere efterretningschef i Forsvarets Efterretningstjeneste og tidligere chef for Afdelingen for forebyggende sikkerhed i Politiets Efterretningstjeneste, samt tidligere chef for Institut for strategi ved Forsvarsakademiet. Hun er også tidligere formand og medgrundlægger for tænketanken Ret og Sikkerhed.                                        
Dalgaard-Nielsen er ph.d. fra Johns Hopkins School of Advanced International Studies (SAIS) i Washington DC og cand.scient.pol. fra Aarhus Universitet i 1998. Hun har desuden en Master of Public Governance fra CBS og har studeret ved Ruprecht-Karls-Universität Heidelberg i Tyskland og universitetet i Bologna i Italien.
Fra 2000-2002 var hun Washington-analytiker for Aspen Institute Berlin, og blev således vidne til amerikanernes reaktion på terrorangrebet den 11. september 2001. I 2003 blev hun ansat som forsker i sikkerhedspolitik ved Dansk Institut for Internationale Studier, og i 2006 blev hun leder af DIIS' forskningsenhed for politisk vold, terrorisme og radikalisering. I februar 2008 blev hun afdelingschef i PET og indtrådte dermed i tjenestens øverste ledelse.
I 2014 forlod Anja Dalgaard-Nielsen PET til fordel for en stilling som gæsteforsker ved Stanford University ved Center for International Security and Cooperation. I 2015 blev hun chef for Institut for Strategi ved Forsvarsakademiet. I 2016 modtog Anja Dalgaard-Nielsen forskningsmidler fra TrygFonden til projektet 'Forebyggelse af Ekstremisme på Ungdomsuddannelser' og modtog Rosenkjærprisen i 2017 for formidling af et svært tilgængeligt videnskabeligt emne.
I 2019 udkom Anja Dalgaard-Nielsen og Lotte Lunds bog Tryg i en Terrortid fra forlaget Lindhardt og Ringhof
Anja Dalgaard-Nielsen er hyppigt anvendt som ekspert og kommentator i medierne.

### Bøger
- Umulig mission? Danmark i Afghanistan og Irak, Gyldendal, 2008. http://www.gyldendal.dk/boeger-til-voksne/politik-og-debat/9788702064391/umulig-mission
- Germany, pacifism and peace enforcement, Manchester University Press, 2006. http://us.macmillan.com/germanypacifismandpeaceenforcement
- Transatlantic Homeland Security. Protecting Society in the Age of Catastrophic Terrorism, Routledge, 2006 (co-edited with Daniel Hamilton). http://www.routledge.com/shopping_cart/products/product_detail.asp?curTab=CONTENTS&id=&parent_id=&sku=&isbn=9780415360326&pc=/shopping_cart/search/search.asp!search=Dalgaard

### Tidsskriftsartikler
- “Organizational Resilience in National Security Bureaucracies. Realistic and Practicable?” Journal of Contingencies and Crisis Management, vol. 25, no. 4, 2017, pp. 341-349.
- “Organizing Special Operations Forces: Navigating the paradoxical Pressures of Institutional-Bureaucratic and Operational Environments,” Special Operations Journal, 3:1, 2017, pp. 61-73.
- “Countering Violent Extremism with Governance Networks,” Perspectives on Terrorism, vol x, no. 6, 2016, pp. 135-139.
- “Community Resilience to Militant Islamism: Who and What? An Explorative Study in Three Danish Communities” in Democracy and Security, http://www.tandfonline.com/doi/full/10.1080/17419166.2016.1236691.2016 (lead-author, co-authored with Patrick Schack).
- “Visible Counterterrorism Measures in Urban Spaces – Fear-Inducing or Not” in Terrorism and Political Violence, vol 28, no 1, 2015 (lead-author, co-authored with Jesper Laisen and Charlotte Wandorf).
- “Promoting Exit from Violent Extremism: Themes and Approaches,” Studies in Conflict and Terrorism, 36:99-115, 2013.
- “Violent Radicalization in Europe. What We Know and What We Do Not Know,” Studies in Conflict and Terrorism, 33:797-814, 2010.
- “The Test Of Strategic Culture: Germany, Pacifism and Pre-emptive Strikes,” Security Dialogue, vol. 36, no. 3, September 2005, pp. 339-356.
- “Half Full, Half Empty” Survival, Vol. 50. February-March 2008. Review essay, pp. 209-216.
- “Parting Ways: The Crisis in German-American Relations,” Cooperation and Conflict, 40(4), 2005. Review essay, pp. 439-441.
- “Looking to Europe – American Perceptions of the Old World”, Cooperation and Conflict, Vol. 39, No. 1, March 2004. Review essay.
- “Gulf War: The German Resistance”, Survival, Vol. 45, No. 1, spring 2003.

### Kapitler
·  “Patterns of Disengagement from Violent Extremism. A Stocktaking of Current Knowledge and Implications for Counterterrorism” in Andreas Önnerfors, Kristian Steiner (eds.) Expressions of Radicalization: Global Politics, Processes and Practices, London: Palgrave 2018.
· “Exit fra militant ekstremisme” in Lars Erslev Andersen (ed.) Terrorisme og trusselsvurderinger, København: DIIS, 2014.
· “Counter-terrorism and the Civil Rights of Muslim Minorities in the European Union” in Abdulkader Sinno (ed.).  Muslims in Western Politics, Bloomington, Indiana: Indiana University Press, 2009.
· Soldiers as State-Builders: The Danish Experience (uddrag af Soldiers and State-building: The Approach of the Danish Armed Forces to Reconstruction Support, DIIS Report 2007:2) in Tommi Kuivola and Jyrki Helminen (eds.) Armed Forces for Tomorrow, Helsinki: National Defence University, 2007.
· ”At bekæmpe terrorisme med militære midler” in Terrorens anatomi, interviewbaseret bog af Jakob Aahauge og Pelle Schierup, Rosenkilde, 2007.
· “Fælles front eller papirtiger? EU’s kamp mod den nye terrorisme” i Anne Mette Vestergaard og Malene Fenger-Grøndahl (red.) EU’s Dilemmaer – Hvad sker der? Informations Forlag og DIIS, 2006 (co-authored with Jørgen Staun).
·  “Muddling through – how the EU is countering new threats to the homeland” in Alyson J. K. Bailes, Gunilla Herolf og Bengt Sundelius (eds.) The Nordic Countries and the European Security and Defence Policy, Sipri/Oxford University Press, 2006.
·  “Structures and Cultures – Civil Military Cooperation in Homeland Security: The Danish Case” in Esther Brimmer (ed.) Transforming Homeland Security. US and European Approaches, Center for Transatlantic Relations, Politisch-Militärische Gesellschaft og DIIS, 2006.
·  “Homeland Security: American and European Responses to September 11th, in Thomas Jäger, Alexander Höse, Kai Oppermann (eds.) Transatlantische Beziehungen. Sicherheit – Wirtschaft – Öffentlichkeit, Wiesbaden: VS Verlag für Sozialwissenschaften, 2005.
·  ”Homeland Security i den Europæiske Union – Erfaringer fra USA” in Bengt Sundelius og Per Daléus (eds.) Från territorialforsvar i krig till samhällssäkerhet i fred, Forsvarshögskolan – ACTA B32, Stockholm, January 2005.
·  ”Homeland Security and the Role of the Armed Forces: A Scandinavian Perspective,” in Heiko Borchert (ed.), Mehr Sicherheit – Weniger Souveränität. Schutz der Heimat im Informationszeitalter und die Rolle der Streitkräfte, Hamburg: Verlag E. S. Mittler & Sohn, 2004.
·  “Homeland Security. American and European Responses to September 11th,” in Jess Pilegaard (red.) The Politics of European Security, Copenhagen, DIIS, 2004.
·  “A New European Role for Italy?” in Patrick McCarthy (ed.) France-Germany in the 21st Century, New York: Palgrave, 2001.

### Øvrige udgivelser
·   Danske specialoperationer: Tre tiltag til strategisk-organisatorisk konsolidering, FAK Policy Brief, oktober 2016 (co-authored with Johannes Tvilling).
·  “Terrorismusprävention und Deradikalisierung: ein dänisches Präventionsprogram”, Der Bürger im Staat, Vol. 61, no. 4, 2011.
·  Studying Violent Radicalization in Europe I. The Potential Contribution of Social Movement Theory , DIIS Working Paper, 2008.
· Studying Violent Radicalization in Europe II. The potential Contribution of Socio-psychological and Psychological Approaches, DIIS Working Paper, 2008
· Voldelig radikalisering i Europa: Hvad vi ved og ikke ved, DIIS Brief, 2007 (co-authored with Jon Alix Olsen)
· Mindst holdbar til...Udløbsklausuler som garant for løbende demokratisk debat om retssikkerhed og terrorbekæmpelse, DIIS Brief, 2006 (co-authored with Line Selmer Friborg).
· Soldiers and State-building: The Approach of the Danish Armed Forces to Reconstruction Support, DIIS Report 2007:2.
·  Soldater og statsbygning: Det danske forsvars tilgang til genopbygning i konfliktområder. DIIS Brief, 2007 (co-authored with David Adgill Larsen).
· Culture of Cooperation? Civil-Military Relations in Danish Homeland Security, DIIS Working Paper 2006:2.
·  Europas svar på den nye terrorisme, DIIS Working Paper 2005:18.
·  Truslen fra Al-Qaida: fra organisation til bevægelse, DIIS Working Paper 2005:13.
·   “Targeting Europe: The Threat from Dirty Bombs,” Global Partnership Update, 2005, No. 6  (co-authored with Line Selmer Friborg and Martin Fernando Jakobsen).
·   Targeting Europe: The Threat from Dirty Bombs. Findings and Policy Recommendations (co-authored with Line Selmer Friborg and Martin Fernando Jakobsen), Copenhagen: DIIS, 2005.
·  Hvordan Vesten slog Al-Qaeda – og forærede den internationale terrorisme en sejr i første runde, DIIS Brief, 2004.
·  ”American Homeland Security – Should Europe Care?” in The Challenges of Modern Societies. Report from Conferences in Tallin, Riga and Vilnius, The Norwegian Atlantic Committee, Special Report 2004
·  Atomterror. Science fiction eller reel risiko? DIIS Brief, 2004 (co-authored with Jørgen Staun).
·  ”Tyskland: Mellem pacifisme og præventiv krig?” Udenrigs, no. 2, 2004.
·  Terrorbekæmpelse med de store? Militært Tidsskrift, 133. årgang, No 1, 2004.
·  Civil Liberties and Counter-Terrorism: A European Point of View, Center for Transatlantic Relations, School of Advanced International Studies, Johns Hopkins University, Opinions, 2004.
·  American Homeland Security – Should Europe Care? Shortinfo from DNAK, The Norwegian Atlantic Committee, No. 6, 2003.
·  Frihed eller sikkerhed? Krigen mod terror og dens omkostninger, DIIS Brief no. 33, 2003.
·  Catalogue of Ideas. Homeland Security. Bridging the Transatlantic Gap, DIIS, 2003, (co-authored with Kristian Søby Kristensen).
·  A European Department of Homeland Security? Organizing to protect Europeans against Large-Scale Terrorism, DIIS Brief no. 32, 2003.
·  “Bistand og bomber – USA’s strategi mod terror,” Udenrigs, no. 2, 2003.
·  Homeland Security – kort fortalt, IIS Brief no. 20, 2003.
· “Intern sikkerhed i amerikansk optik”, Udenrigs, no. 1, 2003.